# Bohemia (cerveza mexicana)

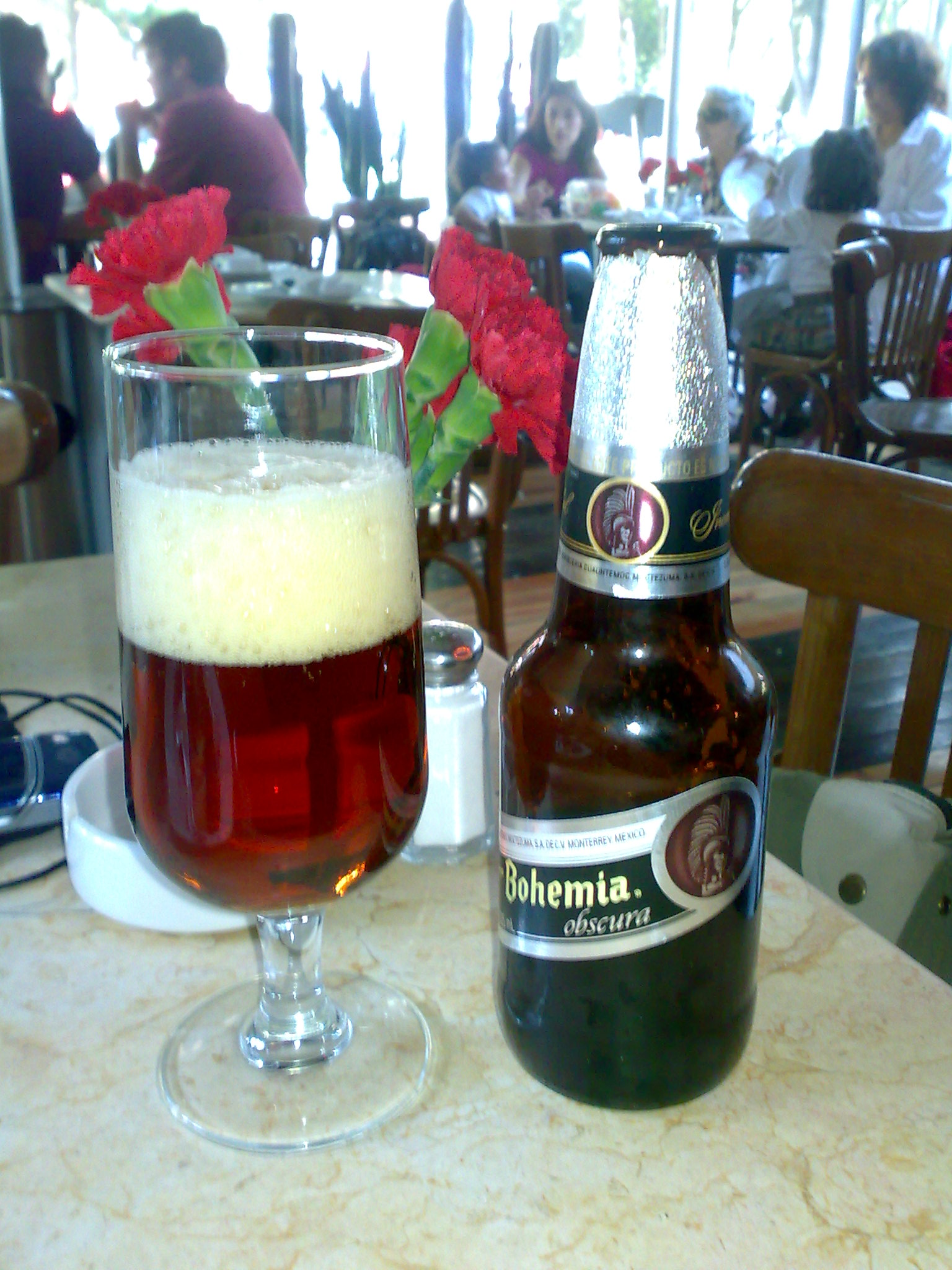
Botella de la cerveza Bohemia.

Cerveza Bohemia es una marca de cervezas mexicana fundada en 1905 en Monterrey, en el estado mexicano de Nuevo León. Su nombre se inspira en la región de Bohemia en la República Checa. Pertenece al conglomerado Cervecería Cuauhtémoc Moctezuma, una empresa cervecera de larga data en México y una de las más importantes a nivel nacional e internacional. 
Esta marca cuenta con cinco presentaciones: Cristal, una cerveza de tipo Lager; Pilsner, de color claro; Viena, una tradicional cerveza oscura; Weizen, una cerveza elaborada con trigo y Noche Buena, una cerveza de estilo Bock que solo se vende en fechas invernales y cuenta con una gran popularidad en esa época del año.
Heineken es la distribuidora de la cerveza en los Estados Unidos.

## Historia
Bohemia fue creada en 1905 por los maestros cerveceros de Cervecería Cuauhtémoc con la finalidad de que fuera la más fina de su catálogo, al ser esta elaborada por lúpulos europeos provenientes de la región checa con la que se bautiza a la bebida, empezó a tener cierta relevancia y éxito comercial debido a su calidad.
En 1924 lanzan al mercado uno de sus productos más exitosos: La cerveza Noche Buena. La mercadotecnia de esta bebida se basa en introducirla como la cerveza por excelencia de las fiestas navideñas y de año nuevo, algo que poco a poco se fue logrando en el mercado mexicano al ser un producto predilecto de estas fechas hasta la actualidad.
En 1953 se le otorga la Medalla de excelencia y la Cruz de Honor por el Instituto Internacional de Alimentos.
Es en 1966 que se lanza al mercado la cerveza con el etiquetado icónico que hasta el día de hoy se conserva. 
2008 es el año que ve nacer la cerveza Weizen de la marca, en 2011 presentan Chocolate Stout como producto edición limitada. En 2021 se da a conocer la Cristal, su cerveza más ligera.
Cerveza Bohemia es una de las cervezas comerciales mexicanas con mayor apreciación dentro de catas y concursos cerveceros. En 2013 fue galardonada en el New York International Beer Competition.